# Крецешть (комуна)
Крецешть, Крецешті (рум. Crețești) — комуна у повіті Васлуй в Румунії. До складу комуни входять такі села (дані про населення за 2002 рік):
- Будешть (257 осіб)
- Крецешть (580 осіб)
- Крецештій-де-Сус (745 осіб)
- Сату-Ноу (364 особи)

Комуна розташована на відстані 283 км на північний схід від Бухареста, 17 км на схід від Васлуя, 64 км на південний схід від Ясс, 134 км на північ від Галаца.

## Населення
За даними перепису населення 2002 року у комуні проживали 1946 осіб, усі — румуни. Усі жителі комуни рідною мовою назвали румунську.
Склад населення комуни за віросповіданням:
| Релігія       | Кількість осіб | Відсоток |
| ------------- | -------------- | -------- |
| православні   | 1923           | 98,8%    |
| адвентисти    | 18             | 0,9%     |
| римо-католики | 2              | 0,1%     |
| п'ятдесятники | 2              | 0,1%     |
| лютерани      | 1              | 0,1%     |